# Hiéroglyphe égyptien D31
Le hiéroglyphe égyptien D31 (deux bras entourant et pilon de foulon) est classifié dans la section D « Parties du corps humain » de la liste de Gardiner ; cet hiéroglyphe y est noté D31.

## Représentation
Il représente la combinaison des hiéroglyphes des deux bras entourant deux bras entourant (D32) et du pilon de foulon ḥm (U36). Il est translittéré ḥm-kȝ.

## Utilisation
C'est un idéogramme du terme ḥm-kȝ « serviteur du ka (prêtre du Ka) ».